# Чкалово (Мордовия)
 Чкалово  — деревня в Дубёнском районе Мордовии в составе Дубёнского сельского поселения.

## География
Находится на расстоянии примерно 9 километров по прямой на запад от районного центра села Дубёнки.

## История
Известна с 1863 года Княжая Голодяевка, деревня владельческая и удельная из 28 дворов. В начале XIX века принадлежала князьям Чегодаевым. В 1939 году переименована в Чкалово

## Население
| 2002 | 2010 |
| ---- | ---- |
| 74   | ↘58  |

Постоянное население составляло 74 человек (русские 79 %) в 2002 году, 58 в 2010 году.